# Traxenne
Traxenne – rzeka we Francji w regionie Hauts-de-France w departamencie Pas-de-Calais. Ma 6,23 km długości. Źródła rzeki znajdują się w pobliżu Coupelle-Vieille. Uchodzi do Leie koło miejscowości Lugy.
Traxenne ma 4 dopływy: Ruisseau de Coupelle-Vieille (3 km), Fruges (2 km), Coupelle-Vieille (2 km), Basleau (2 km).